# Lista över dystopiska spel
Lista över dystopiska spel

## B
- Beyond Good & Evil (2003)
- Bioshock

## C
- Crackdown (2007)
- The Chronicles of Riddick: Escape from Butcher Bay
- The Chronicles of Riddick: Assault on Dark Athena

## D
- Deus Ex (2000)
- Deus Ex: Invisible War (2003)
- Dystopia

## F
- Fallout (1997)

## H
- Halo: Combat Evolved
- Half-Life 2

## M
- Mega Man Zero
- Metal Gear Solid 2: Sons of Liberty (2001)
- Metro 2033
- Mirror's Edge (2008)

## O
- Oddworld
- Oni (2001)

## R
- Red Faction
- Red Faction II
- Resident Evil

## S
- S.T.A.L.K.E.R.: Shadow of Chernobyl
- Syndicate (1993)
- Syndicate: American Revolt
- Syndicate Wars (1996)

## T
- The Last of Us